# 陳家濬
陳家濬 （1975年10月10日—），畢業於國立政治大學 經營管理碩士，私立義守大學 企業管理學系，現任國際青年商會世界大會籌備委員會主任委員與桃園企業聯合會副執行長，曾任桃園市工商發展投資策進會總幹事、桃園市中小企業服務中心主任。曾任桃園市政府青年事務局局長。

### 學歷
- 國立政治大學 經營管理碩士畢業
- 私立義守大學 企業管理學系畢業

### 經歷
- 國際青年商會中華民國總會 第62屆總會長 [1]
- 中華民國十大傑出青年選拔委員會 第52屆主任委員，評審委員53~55屆[2]

- 萬能科技大學 專業助理教授
- 桃園市中壢國際青年商會 第37屆會長[3]
- 桃園市復旦國小創校30週年家長會 會長
- 桃園市文化基金會 董事2屆
- 桃園市就業服務策進委員會 委員2屆
- 桃園市客家文化基金會 董事1屆
- 桃園市高雄旅桃同鄉會 理事
- 民主進步黨第20屆全國黨員代表
- 行政院 政院顧問

### 相關資料
- 青年創世代 創刊號 ~ 第10期 (2015年10月-2017年12月) -主導編輯[4]

- 論文名稱 - 地方政府設立專責機構推動青年事務之策略研究~以桃園市政府為例(107年7月)[5]

1. ↑  .   [2021-08-10]. （原始内容存档于2021-08-10）.
2. ↑  中華民國十大傑出青年選拔委員會
3. ↑  .   [2021-08-10]. （原始内容存档于2022-03-28）.
4. ↑  .   [2021-08-10]. （原始内容存档于2017-10-21）.
5. ↑  .   [2021-08-11]. （原始内容存档于2021-08-11）.